# Caggiole
Caggiole è una località del comune di Montepulciano, che ha preso il nome da un antico podere la cui esistenza è testimoniata già nell'alto Medioevo. Vi si trova la parrocchia di Santa Mustiola ed era stato sede di un ricovero per pellegrini (spedale). Il termine deriva da Cagio, utilizzato prima dell'anno 1000 per indicare un bosco o un'area delimitata da foreste.